# Jagdgeschwader 11
La Jagdgeschwader 11  (JG 11) (11e escadre de chasse) est une unité de chasseurs de la Luftwaffe pendant la Seconde Guerre mondiale.
Active de 1943 à 1945, l'unité était affectée aux missions visant à assurer la supériorité aérienne de l'Allemagne dans le ciel de l'Europe.

## Opérations
La JG 11 opère sur des chasseurs Messerschmitt Bf 109G, K et T (uniquement pour le 11./JG 11) et des Focke-Wulf Fw 190A et D.

## Organisation

### Stab. Gruppe
Formé le 1er avril 1943 à Jever.

Geschwaderkommodore (Commandant de l'escadre) :
| Début            | Fin              | Grade          | Nom                       |
| ---------------- | ---------------- | -------------- | ------------------------- |
| 1er avril 1943   | Novembre 1943    | Major          | Anton Mader (en)          |
| 11 novembre 1943 | 29 mars 1944     | Oberstleutnant | Hermann Graf              |
| Avril 1944       | 15 avril 1944    | Major          | Anton Hackl (par intérim) |
| 1er mai 1944     | Mai 1944         | Major          | Herbert Ihlefeld          |
| 15 mai 1944      | 1er janvier 1945 | Major          | Günther Specht            |
| Janvier 1945     | 17 février 1945  | Major          | Jürgen Harder             |
| 20 février 1945  | 5 mai 1945       | Major          | Anton Hackl               |

Au cours de son existence, le Stab./JG 11 a été subordonné à :
| Début            | Fin              | Rattaché à          |
| ---------------- | ---------------- | ------------------- |
| 1er avril 1943   | 17 décembre 1944 | 2. Jagd-Division    |
| 17 décembre 1944 | 23 janvier 1945  | Jafü Mittelrhein    |
| 23 janvier 1945  | Février 1945     | 3. Flieger-Division |
| Février 1945     | 18 avril 1945    | 4. Flieger-Division |
| 18 avril 1945    | 2 mai 1945       | 1. Jagd-Division    |
| 2 mai 1945       | 8 mai 1945       | 2. Jagd-Division    |

### I. Gruppe
Formé le 1er avril 1943 à Husum à partir du III./JG 1 avec :
- Stab I./JG 11 à partir du Stab III./JG 1
- 1./JG 11 à partir du 7./JG 1
- 2./JG 11 à partir du 8./JG 1
- 3./JG 11 à partir du 9./JG 1

Le 1er août 1943, le 1./JG 11 et le 10./JG 11 échangent leurs désignations.
Le 17 août 1944, le I./JG 11 augmentent ses effectifs à 4 staffeln :
- 1./JG 11 inchangé
- 2./JG 11 inchangé
- 3./JG 11 inchangé
- 4./JG 11 à partir du 10. et du 11./JG11

Le 4./JG 11 est dissous en mars 1945.

Gruppenkommandeure (Commandant de groupe) :
| Début            | Fin               | Grade        | Nom                         |
| ---------------- | ----------------- | ------------ | --------------------------- |
| 1er avril 1943   | Juin 1943         | Major        | Walter Spies                |
| 20 juin 1943     | 4 octobre 1943    | Hauptmann    | Erwin Clausen               |
| 4 octobre 1943   | 15 octobre 1943   | Hauptmann    | Erich Woitke (par intérim)  |
| 16 octobre 1943  | Mai 1944          | Hauptmann    | Rolf-Günther Hermichen (en) |
| Mai 1944         | 24 mai 1944       | Oberleutnant | Hans-Heinrich Koenig        |
| 24 mai 1944      | 1er juin 1944     | Oberleutnant | Fritz Engau (par intérim)   |
| 1er juin 1944    | 8 juin 1944       | Hauptmann    | Siegfried Simsch            |
| 8 juin 1944      | 24 juin 1944      | Oberleutnant | Fritz Engau (par intérim)   |
| 24 juin 1944     | 14 juillet 1944   | Hauptmann    | Werner Langemann            |
| 15 juillet 1944  | 14 août 1944      | Oberleutnant | Hans Schrangl (par intérim) |
| 15 août 1944     | 30 septembre 1944 | Hauptmann    | Walter Matoni               |
| Octobre 1944     | 25 novembre 1944  | Hauptmann    | Bruno Stolle                |
| 25 novembre 1944 | Avril 1945        | Hauptmann    | Rüdiger Kirchmayr           |
| Avril 1945       | 5 mai 1945        | Hauptmann    | Karl Leonhard               |

Au cours de son existence, le I./JG 11 a été subordonné à :
| Début            | Fin              | Rattaché à          |
| ---------------- | ---------------- | ------------------- |
| 1er avril 1943   | 6 juin 1944      | 2. Jagd-Division    |
| 6 juin 1944      | 7 octobre 1944   | 5. Jagd-Division    |
| 7 octobre 1944   | 17 décembre 1945 | 2. Jagd-Division    |
| 17 décembre 1945 | 23 janvier 1945  | Jafü Mittelrhein    |
| 23 janvier 1945  | 3 février 1945   | 3. Flieger-Division |
| 3 février 1945   | 18 avril 1945    | 4. Flieger-Division |
| 18 avril 1945    | 2 mai 1945       | 1. Jagd-Division    |
| 2 mai 1945       | 8 mai 1945       | 2. Jagd-Division    |

### II. Gruppe
Formé le 1er avril 1943 à Jever à partir du I./JG 1 avec :
- Stab II./JG 11 à partir du Stab I./JG 1
- 4./JG 11 à partir du 1./JG 1
- 5./JG 11 à partir du 2./JG 1
- 6./JG 11 à partir du 3./JG 1

Le 11 août 1944, le II./JG 11 augmente ses effectifs pour passer à 4 staffeln :
- 5./JG 11 inchangé
- 6./JG 11 inchangé
- 7./JG 11 nouvellement créé
- 8./JG 11 à partir de l'ancien 4./JG 11

Le 7./JG 11 est dissous en mars 1945 et le 8./JG 11 est renommé 7./JG 11.

Le II./JG 11 a alors que 3 staffeln :
- 5./JG 11
- 6./JG 11
- 7./JG 11

Le Gruppe II./JG 11 est dissous le 3 avril 1945.

Gruppenkommandeure :
| Début          | Fin           | Grade     | Nom              |
| -------------- | ------------- | --------- | ---------------- |
| 1er avril 1943 | 15 avril 1943 | Hauptmann | Günther Beise    |
| 17 avril 1943  | Mai 1943      | Major     | Adolf Dickfeld   |
| Mai 1943       | 15 avril 1944 | Hauptmann | Günther Specht   |
| 19 avril 1944  | 12 mai 1944   | Major     | Günther Rall     |
| Mai 1944       | 12 août 1944  | Hauptmann | Walter Krupinski |
| 13 août 1944   | 5 avril 1945  | Hauptmann | Karl Leonhard    |

Au cours de son existence, le II./JG 11 a été subordonné à :
| Début            | Fin              | Rattaché à          |
| ---------------- | ---------------- | ------------------- |
| 1er avril 1943   | 6 juin 1944      | 2. Jagd-Division    |
| 6 juin 1944      | 6 juillet 1944   | 4. Jagd-Division    |
| 6 juillet 1944   | 13 octobre 1944  | 5. Jagd-Division    |
| 13 octobre 1944  | 17 décembre 1944 | 2. Jagd-Division    |
| 17 décembre 1944 | 23 janvier 1945  | Jafü Mittelrhein    |
| 23 janvier 1945  | Février 1945     | 3. Flieger-Division |
| Février 1945     | 3 avril 1945     | 4. Flieger-Division |

### III. Gruppe
Formé au milieu du mois de mai 1943 à Neumünster à partir d'éléments du I. et II./JG 11 avec :
- Stab III./JG 11 nouvellement créé
- 7./JG 11 nouvellement créé
- 8./JG 11 nouvellement créé
- 9./JG 11 nouvellement créé

La formation est complète fin juin 1943 et l'unité fait mouvement à Oldenbourg.

En août 1944, le III./JG 11 augmente ses effectifs à 4 staffeln :
- 9./JG 11 inchangé
- 10./JG 11 à partir de l'ancien 7./JG 11
- 11./JG 11 à partir de l'ancien 8./JG 11
- 12./JG 11 à partir du 2./JG 52

En mars 1945, le 12./JG 11 est dissous.

Gruppenkommandeure :
| Début            | Fin              | Grade        | Nom                       |
| ---------------- | ---------------- | ------------ | ------------------------- |
| Avril 1943       | Septembre 1943   | Hauptmann    | Ernst-Günther Heinze      |
| 1er octobre 1943 | Mai 1944         | Major        | Anton Hackl               |
| Mai 1944         | 1er janvier 1945 | Hauptmann    | Horst-Günther von Fassong |
| 2 janvier 1945   | Février 1945     | Oberleutnant | Paul-Heinrich Dähne       |
| 23 février 1945  | 5 mai 1945       | Hauptmann    | Herbert Kutscha           |

Au cours de son existence, le III./JG 11 a été subordonné à :
| Début             | Fin               | Rattaché à            |
| ----------------- | ----------------- | --------------------- |
| Mai 1943          | 24 juin 1944      | 2. Jagd-Division      |
| 24 juin 1944      | 1er août 1944     | Jagdabschnittführer 6 |
| 1er août 1944     | 18 septembre 1944 | Jafü Ostpreussen      |
| 18 septembre 1944 | 6 octobre 1944    | 3. Jagd-Division      |
| 6 octobre 1944    | 15 octobre 1945   | Jafü Ostpreussen      |
| 15 octobre 1945   | 17 décembre 1944  | 2. Jagd-Division      |
| 17 décembre 1944  | 23 janvier 1945   | Jafü Mittelrhein      |
| 23 janvier 1945   | 1er février 1945  | 3. Flieger-Division   |
| 1er février 1945  | 18 avril 1945     | 4. Flieger-Division   |
| 18 avril 1945     | 2 mai 1945        | 1. Jagd-Division      |
| 2 mai 1945        | 8 mai 1945        | 2. Jagd-Division      |

#### 10. staffel
Formé sur ordre le 7 juillet 1943 à Husum.

Le 1er août 1943, le 10./JG 11 et le 1./JG 11 échangent leurs désignations.

Le 17 août 1944, le 10./JG 11 s'unit avec le 11./JG 11 et est renommé 4./JG 11.
Le 10./JG 11 et 11./JG 11 sont aussi connu en tant que Kommando Skagerrak entre le 7 décembre 1943 et juin 1944. 

Staffelkapitäne :
| Début            | Fin              | Grade        | Nom              |
| ---------------- | ---------------- | ------------ | ---------------- |
| Juillet 1943     | 1er août 1943    | Oberleutnant | Heinz Sahnwaldt  |
| 1er août 1943    | Novembre 1943    | Oberleutnant | Günther Witt     |
| Novembre 1943    | 1er janvier 1944 | Hauptmann    | Siegfried Simsch |
| 1er janvier 1944 | 2 mai 1944       | Oberleutnant | Heinz Grosser    |
| Mai 1944         | 15 août 1944     | Hauptmann    | Erich Viebahn    |

Au cours de son existence, le 10./JG 11 a été subordonné à :
| Début          | Fin          | Rattaché à       |
| -------------- | ------------ | ---------------- |
| 7 juillet 1943 | 9 juin 1944  | 2. Jagd-Division |
| 9 juin 1944    | 17 août 1944 | 5. Jagd-Division |

#### 11. staffel
Formé le 7 décembre 1943 à Lister à partir du Jagdstaffel Helgoland.

Le 17 août 1944, le 11./JG 11 s'unit avec le 10./JG 11 et est renommé 4./JG 11.
Le 11./JG 11 et 10./JG 11 sont aussi connu en tant que Kommando Skagerrak entre le 7 décembre 1943 et juin 1944. 
Staffelkapitäne :
| Début         | Fin          | Grade        | Nom                |
| ------------- | ------------ | ------------ | ------------------ |
| Décembre 1943 | 15 août 1944 | Oberleutnant | Herbert Christmann |

Au cours de son existence, le 11./JG 11 a été subordonné à :
| Début           | Fin          | Rattaché à       |
| --------------- | ------------ | ---------------- |
| 7 décembre 1943 | Juillet 1944 | 2. Jagd-Division |
| Juillet 1944    | 17 août 1944 | 5. Jagd-Division |

#### Alarmstaffel Aalborg
Formé le 13 mai 1944 à Aalborg-Ouest à partir d'éléments du 10. et 11./JG 11, pour effectuer des vols de nuits, utilisant des Focke-Wulf Fw 190A. 
Le Alarmstaffel Aalborg est dissous fin juin 1944.
Staffelkapitäne :
| Début    | Fin          | Grade        | Nom         |
| -------- | ------------ | ------------ | ----------- |
| Mai 1944 | 30 juin 1944 | Oberleutnant | Rolf Jacobs |